# Economia da Arábia Saudita
A economia da Arábia Saudita é baseada na extração do petróleo com um forte controle governamental sobre as principais atividades econômicas. A Arábia Saudita é o 2º país do mundo com as maiores reservas de petróleo já descobertas (atrás apenas da Venezuela), é o maior exportador de petróleo do mundo e tem papel de liderança na OPEP. O setor petrolífero é responsável por cerca de 75% das receitas orçamentais, 40% do PIB e 90% das receitas das exportações. Cerca de 35% do PIB vem do setor privado e a economia mudou totalmente quando começou a exportar petróleo para o Eixo durante a Segunda Guerra Mundial.
A Arábia Saudita foi um país-chave no bem-sucedido esforço dos países da OPEP e de outros países produtores de petróleo para subir o preço do petróleo em 1999 até ao seu valor mais elevado desde a Guerra do Golfo, através da redução da produção. O governo anunciou, em 1999, planos para começar a privatizar as companhias de eletricidade, o que se seguiu à privatização da empresa de telecomunicações. A estratégia do governo é apelar ao crescimento do setor privado a fim de diminuir a dependência do reino face ao petróleo e de aumentar as oportunidades de emprego para a crescente população saudita. A escassez de água e o rápido crescimento populacional limitam os esforços governamentais para aumentar a autossuficiência em produtos agrícolas.
Nos últimos anos, a Arábia Saudita experimentou uma diminuição significativa das receitas petrolíferas o que, combinado com a elevada taxa de crescimento populacional, fez com que o rendimento per capita tivesse caído de 25000 dólares em 1980 para 8000 em 2003.
O país é o 17.º no ranking de competitividade do Fórum Econômico Mundial.